# Mäo (Kadrina)
Mäo – wieś w Estonii, w prowincji Virumaa Zachodnia, w gminie Kadrina.